# Vriesea woodsoniana
Vriesea woodsoniana är en gräsväxtart som beskrevs av Lyman Bradford Smith. Vriesea woodsoniana ingår i släktet Vriesea och familjen Bromeliaceae. Inga underarter finns listade i Catalogue of Life.